# Megalopodinae
Megalopodinae es una subfamilia de coleópteros polífagos. Comprende unos 25 géneros, sobre todo tropicales en su distribución, y sus larvas normalmente se encuentran en el interior de los tallos de las plantas.

## Géneros
- Agathomerus Lacordaire
- Antonaria Jacoby & Clavareau, 1905:8
- Ateledera Lacordaire, 1845:607
- Barticaria Jacoby & Clavareau, 1905:13
- Bothromegalopus Monros, 1947:204
- Bryantonaria Pic, 1951:30
- Clythraxeloma Kraatz, 1879:143
- Colobaspis Fairmaire, 1894:225
- Falsocolobaspis Pic, 1942:15
- Homalopterus Perty, 1832:88
- Kuilua Jacoby, 1894:511
- Leucastea Stål, 1855:344
- Macroantonaria Pic, 1951:27
- Macrolopha Weise, 1902:119
- Mastostethus Lacordaire, 1845:614
- Megalopus Fabricius, 1801:367
- Mimocolobaspis Pic, 1951:31
- Nickimerus Guerin, 1948:71
- Piomelopus Jacoby & Clavareau, 1905:6
- Plesioagathomerus Monros, 1945:149
- Poecilomorpha
- Temnaspis